# Orchesella diversicincta
Orchesella diversicincta is een springstaartensoort uit de familie van de Entomobryidae. De wetenschappelijke naam van de soort is voor het eerst geldig gepubliceerd in 1936 door Kos.